# Katholisches Pfarrhaus Schlieben

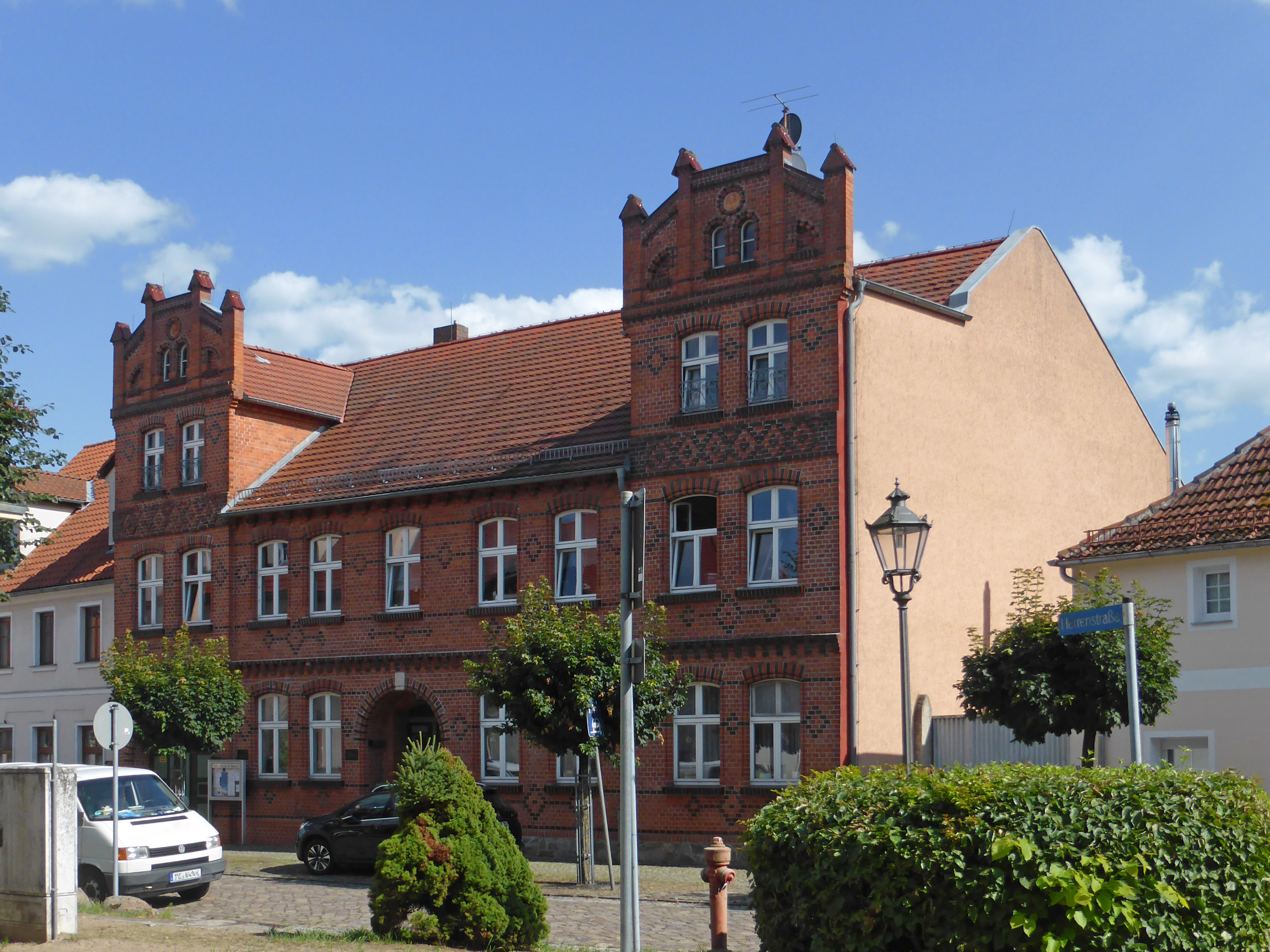
Katholisches Pfarrhaus Schlieben

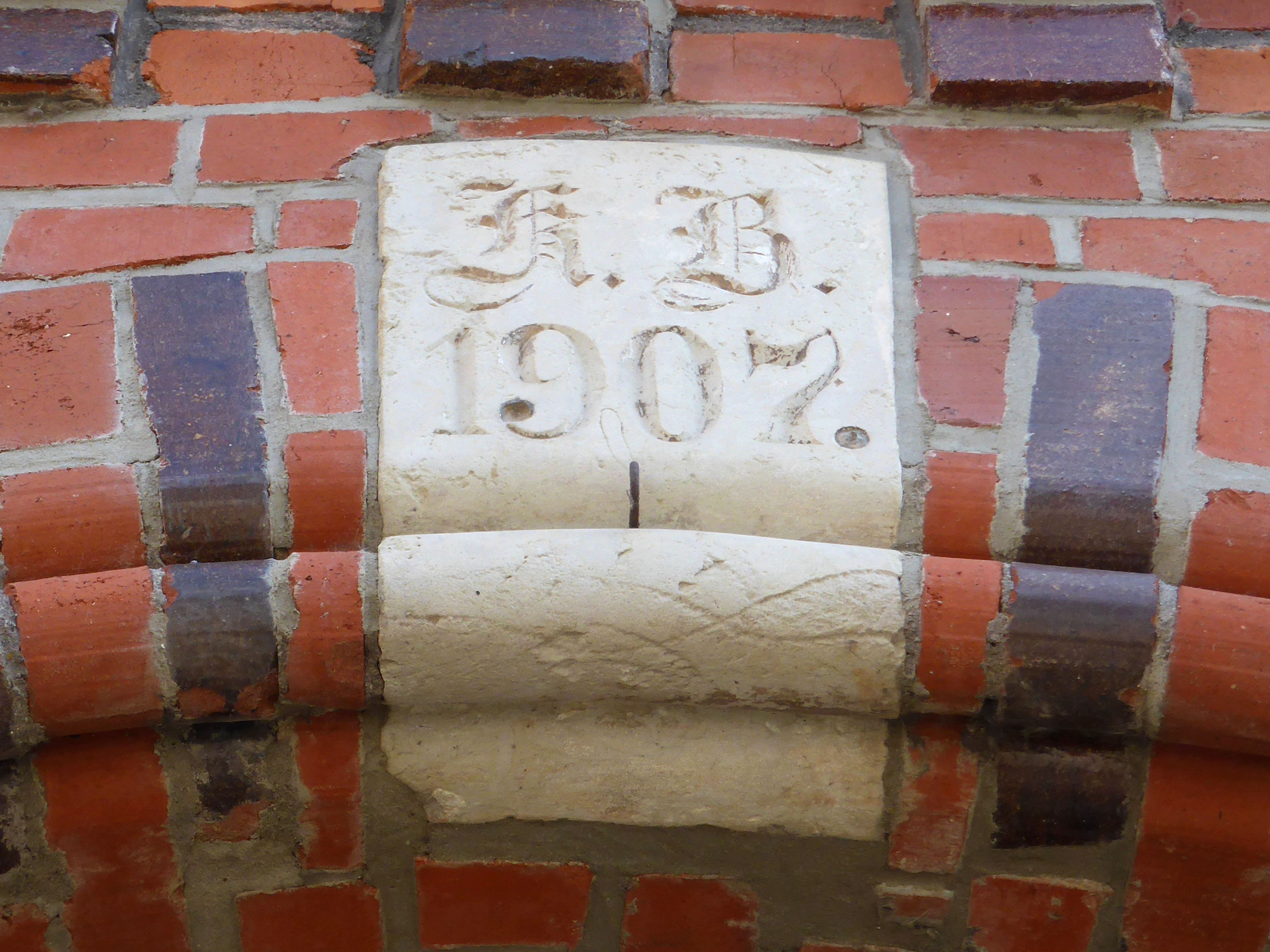
Schlussstein

Das katholische Pfarrhaus in Schlieben, einer Stadt im Landkreis Elbe-Elster in Brandenburg, ist unter der Erfassungsnummer 09135225 als Baudenkmal ausgewiesen.

## Gebäude
Das Gebäude steht auf dem Grundstück Herrenstraße 7, die in der DDR zeitweise als Friedensstraße bezeichnet wurde.
Es wurde 1907 als zwei- und dreigeschossiger Klinkerbau mit zwei seitlichen Zwerchhäusern errichtet und ist mit einem Satteldach eingedeckt. Über dem Durchgang zum Innenhof befindet sich ein Schlussstein mit der Jahreszahl 1907. Durch seine Architektur und Materialwahl hebt es sich von den anderen Häusern der Herrenstraße ab. Das Brandenburgische Landesamt für Denkmalpflege und Archäologische Landesmuseum (BLDAM) bezeichnet die Bauform des Pfarrhauses als „eine eigenwillige Mischform aus einem regionaltypischen, um 1900 errichteten, ziegelsichtigen Bauernhaus und einem zwerchhausbetonten städtischen Wohnhaus dieser Zeit“.
Die Kapelle befindet sich in einem ehemaligen Stallgebäude auf dem Hof des Pfarrhauses. Ein an der Außenwand angebrachtes Missionskreuz erinnert an die Volksmissionen 1958 und 1964. Die Kapelle wird durch Fenster auf der Ostseite belichtet, an der gegenüberliegenden Seitenwand hängen die Kreuzwegstationen. Der Innenraum wird von einer Flachdecke abgeschlossen. Die Kirchenbänke lassen einen Mittelgang frei und bieten 64 Sitzplätze. An der Rückwand des Altarraumes befinden sich ein Kruzifix und der Tabernakel. Als Symbol für die Eucharistie zeigen die Türen des Tabernakels einen Pelikan, der sich die Brust aufreißt, um seine Jungen mit Blut zu füttern. Der Altar ist aus Bruchsteinen gemauert, das Ambo aus Holz gefertigt. Links und rechts vom Altarraum stellen Statuen die heiligen Maria und Josef dar. In seinen Händen hält Josef, der als Schutzpatron der katholischen Kirche gilt, ein Modell des Petersdoms.

## Katholische Gemeinde

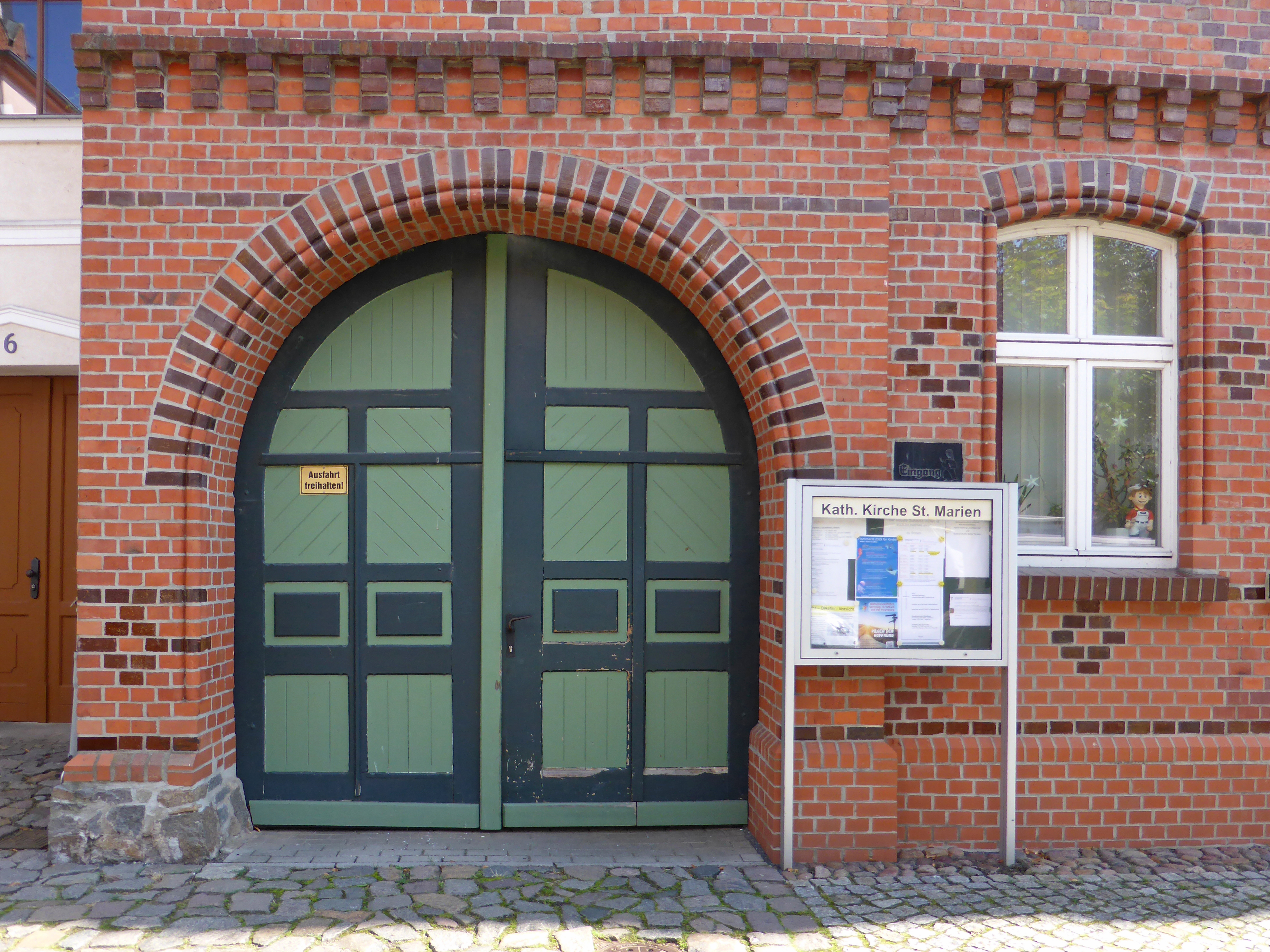
Zugang zur katholischen Kapelle

Von 1909 an wurden bereits gelegentlich katholische Gottesdienste im seit der Reformation lutherischen Schlieben abgehalten, die in einer Privatwohnung, im Schützenhaus und in der evangelischen Stadtkirche St. Martin stattfanden.
Durch die Flucht und Vertreibung Deutscher aus Mittel- und Osteuropa infolge des Zweiten Weltkriegs stieg die Zahl der Katholiken in Schlieben ab Mitte 1945 erheblich an, so dass am 11. Februar 1947 Karl Jünemann SVD zum Vikar von Bad Liebenwerda mit Sitz in Schlieben ernannt wurde. Er zog in das Haus in der Herrenstraße, in dem damals eine evangelische Familie wohnte. Sein Seelsorgebezirk umfasste rund 1300 Katholiken in 27 Ortschaften, seine Gottesdienste zelebrierte er bis zur Einrichtung einer eigenen Kapelle in der evangelischen Stadtkirche St. Martin.
Am 1. November 1947 erfolgte die Errichtung der Kuratie Schlieben, deren Kuratus Jünemann wurde und die zur Pfarrei Bad Liebenwerda gehörte. Nachdem Pater Jünemann im Januar 1949 als Missionar nach Papua-Neuguinea gegangen war, folgte ihm der Jungpriester Theodor Grella als Kuratus von Schlieben, wo er bis zu seinem Tod am 25. März 1990 als Seelsorger tätig blieb. Im April 1950 wurde eine Holzbaracke für zehn Jahre angemietet, die in der Kellerstraße auf dem Langen Berg stand. Bis Mai 1950 wurde sie zu einer Kapelle ausgebaut, die bereits im Folgejahr eine Erweiterung erfuhr.
Nachdem die Anträge für den Bau einer Kirche am Mühlberg nie genehmigt worden waren, wurde zum 1. März 1960 ein auf dem Hof des Wohnhauses Friedensstraße 7 stehendes Stallgebäude gepachtet und heimlich in Eigenleistung von Gemeindemitgliedern zu einer Kapelle umgebaut. Am 3. Juni 1960 nahm Pfarrer Josef Klenz die Benediktion der Kapelle vor, die das Patrozinium Unbefleckte Empfängnis bekam. Die bischöfliche Altarweihe folgte 1962 anlässlich einer Firmung durch Friedrich Maria Rintelen, den in Magdeburg ansässigen Weihbischof des Erzbistums Paderborn, zu dem Schlieben damals gehörte.
Am 1. November 2007 wurde im damaligen Dekanat Torgau des Bistums Magdeburg der Gemeindeverbund Bad Liebenwerda – Falkenberg – Herzberg – Mühlberg – Schlieben – Uebigau errichtet, aus dem am 2. Mai 2010 die heutige Pfarrei St. Franziskus Bad Liebenwerda entstand.